# David Cole (Badminton)
David Cole (* 20. November 1973) ist ein maltesischer Badmintonspieler. 

## Karriere
David Cole gewann auf Malta von 1991 bis 2012 dreizehn nationale Titel bei den Junioren und bei den Erwachsenen. 1991 und 1993 nahm er an den Badminton-Weltmeisterschaften teil.

## Sportliche Erfolge
| Saison | Veranstaltung                  | Disziplin    | Platz | Name                         |
| ------ | ------------------------------ | ------------ | ----- | ---------------------------- |
| 1991   | Weltmeisterschaft              | Herrendoppel | 33    | David Cole / Martin Farrugia |
| 1991   | Malta: Juniorenmeisterschaften | Mixed        | 1     | David Cole / Valerie Caruana |
| 1991   | Malta: Juniorenmeisterschaften | Herreneinzel | 1     | David Cole                   |
| 1991   | Malta: Juniorenmeisterschaften | Herrendoppel | 1     | David Cole / Rodney Abela    |
| 1992   | Malta: Juniorenmeisterschaften | Mixed        | 1     | David Cole / Valerie Caruana |
| 1992   | Malta: Juniorenmeisterschaften | Herreneinzel | 1     | David Cole                   |
| 1992   | Malta: Juniorenmeisterschaften | Herrendoppel | 1     | David Cole / Rodney Abela    |
| 1993   | Malta: Einzelmeisterschaften   | Herrendoppel | 1     | Simon Spiteri / David Cole   |
| 1994   | Malta: Einzelmeisterschaften   | Herrendoppel | 1     | Simon Spiteri / David Cole   |
| 1998   | Malta: Einzelmeisterschaften   | Herrendoppel | 1     | Simon Spiteri / David Cole   |
| 2001   | Malta: Einzelmeisterschaften   | Mixed        | 1     | David Cole / Jennifer Borg   |
| 2002   | Malta: Einzelmeisterschaften   | Herrendoppel | 1     | David Cole / Edmund Abela    |
| 2006   | Malta: Einzelmeisterschaften   | Mixed        | 1     | David Cole / Joanne Cassar   |
| 2012   | Malta: Einzelmeisterschaften   | Herreneinzel | 1     | David Cole                   |